# Paraspruzzi
Il paraspruzzi è una parte terminale del parafango di un veicolo la cui funzione è di evitare l'innalzamento del polviscolo o dell'aerosol d'acqua per preservare la massima visibilità possibile agli altri veicoli. Il paraspruzzi è generalmente connesso al parafango o a strutture limitrofe e si estende fino a sfiorare il pavimento stradale.
Generalmente è in gomma o plastica nera ma può essere realizzato anche in metallo o con decorazioni